# Drosophila seclusa
Drosophila seclusa är en tvåvingeart som beskrevs av Elmo Hardy 1965. Drosophila seclusa ingår i släktet Drosophila och familjen daggflugor.
Artens utbredningsområde är Hawaii.